# Pro Patria
|  | Denne artikel er oprettet af botten PalnaBot ud fra en ekstern database. Den kan derfor have sproglige fejl eller mangler. Denne skabelon kan fjernes efter kontrol af indholdet. |

Pro Patria er en film fra 1916 instrueret af August Blom efter manuskript af Fritz Magnussen.